# Henschia perdignus
Henschia perdignus är en insektsart som beskrevs av Knull 1951. Henschia perdignus ingår i släktet Henschia och familjen dvärgstritar. Inga underarter finns listade i Catalogue of Life.